# Max von dem Borne

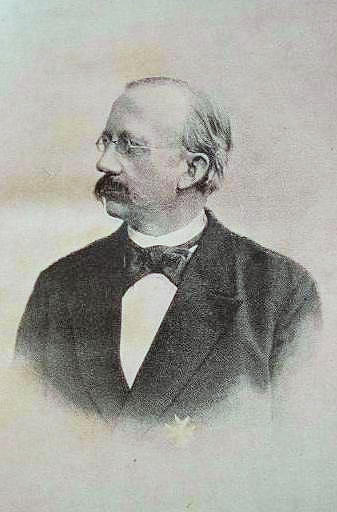
Max von dem Borne.

Max Paul Gustav Kreuzwendedich von dem Borne, född 20 december 1826 på riddargodset Berneuchen (numera Barnówko) vid Neudamm i Neumark, död där 14 juni 1894, var en tysk godsägare och fiskodlare.
von dem Borne har i hög grad främjat fiskodling och fiskacklimatisering genom sina anläggningar på fädernegodset Berneuchen, konstruerande av kläckningsapparater och ett flertal handböcker och upplysningstidskrifter.